# David Charvet
David Charvet (Lyon, 15 mei 1972) is een Frans acteur, zanger en voorheen ook fotomodel.

## Biografie
Charvet was 9 jaar toen zijn ouders uit elkaar gingen en hij en zijn vijf zussen en een broer naar de Verenigde Staten uitweken. Omdat hij zijn familie diende te helpen was hij verplicht te gaan werken.
Van 1992 tot 1994 had hij een relatie met Pamela Anderson, die hij had leren kennen op de set van Baywatch. 
In 2011 trouwde hij met televisiepersoonlijkheid Brooke Burke, die besliste om de achternaam van haar man aan te nemen en bekend te staan als Brooke Burke-Charvet. Ze hebben twee kinderen: dochter Heaven (geboren in 2007) en zoon Shaya (geboren in 2008). Brooke had al twee dochters uit haar eerste huwelijk met plastisch chirurg Garth Fisher. In april 2018 kondigde het stel aan dat ze na zeven jaar huwelijk gingen scheiden. Hun scheiding werd in maart 2020 afgerond.

## Carrière

### Van model tot acteur
Al op jonge leeftijd wordt hij ontdekt door een fotograaf waardoor er voor hem een nieuw leven begint als mannequin. Zo staat hij model voor de reclame van o.a. Levi's en Coca-Cola. Maar zijn doorbraak volgt in 1992 dankzij de serie Baywatch. Tot 1995 vertolkt hij de rol van Matt Brody. Nadien speelt bij nog twee jaar als Craig Field in Melrose Place.

### Van acteur tot muzikant
Maar dan besluit hij het roer om te gooien en zich op de muziek te concentreren. Hij keert terug naar Frankrijk en brengt zijn eerste album in 1997 uit, met daarop de hit 'Should I leave'. In 2002 verschijnt zijn cd 'Leap of faith'. Hoewel het album werd opgenomen in Londen waren de meeste liedjes Franstalig. Het derde album 'Se laisser quelque chose' verscheen op 11 oktober 2004.